# Buraq
Burāq (arabisk: براق) er i muslimsk tradition navnet på et vinget dyr, der bar Muhammed fra jorden til himlen og tilbage igen under profetens himmelfærd (se islamiske helligdage). Et uddrag af en hadith fra Sahih Muslim (anerkendt af sunni, men ikke af shia) beskriver Buraq:
"Jeg blev båret på Buraq, som er et langt og hvidt dyr, større end et æsel, men mindre end et muldyr, og afstanden mellem, hvor dens hove rørte jorden, var så langt, øjet rakte."

## I kunsten
I islamisk litteratur og kunst afbildes Buraq ofte som et dyr med en kvindes ansigt – eller som en blanding mellem en ørn og en hest, sandsynligvis inspireret af legenden om Pegasus. Persiske miniaturer fra 1300-tallet og fremefter havde Buraq som et yndet motiv.
Leon Uris' bog The Haj beskriver Buraq som følger:
"[Den] havde en kvindes ansigt, en fasans hale og kunne med et enkelt skridt gallopere så langt øjet kunne se."

## Nutidig brug
- Grædemuren i Jerusalem kaldes også Al-Buraq-muren, da Muhammed her skulle have tøjret Buraq under sin natlige rejse.
- Flere flyselskaber er opkaldt efter Buraq:
  - Det libyske flyselskab, Buraq Air.
  - Det indonesiske flyselskab, Bouraq Indonesia Airlines.